# Matavaques (Castellar de la Ribera)
|  | Aquest article tracta sobre una de les accepcions de Matavaques. Vegeu-ne altres significats a «Matavaques (desambiguació)». |

Matavaques és una muntanya de 806 metres que es troba al municipi de Castellar de la Ribera, a la comarca catalana del Solsonès.